# Чжецзян (футбольний клуб)
Професіональний футбольний клуб «Чжецзян» (спрощ.: 浙江职业足球俱乐部; кит. трад.: 浙江職業足球俱樂部; піньїнь: Zhèjiāng Zhíyè Zúqiú Jùlèbù) — китайський футбольний клуб з міста Ханчжоу, який у 2007—2016 роках виступав у Китайській Суперлізі.

## Досягнення

Логотип клубу «Ханчжоу Грінтаун» (2009—2018)

- Китайська Суперліга:
  -  Бронзовий призер (1): 2022

- Китайська Ліга 1
  -  Срібний призер (1) 2006[1]

## Відомі гравці
| - Тім Кегілл - Аржеліко Фукс - Матеус Лейті Насіменту - Луїс Рамірес - Джеррі Паласіос - Ін Вай Чхіу | - Бертін Тому - Ян Сунь - Адольфо Валенсія - Джон Хайро Трельєс - Славчо Георгієвський - Себастьян Васкес |

## Тренери
| - Бау Їнгфу (1999–00) - Гу Мінчан (2001) - Ван Чантай (2001) (в.о.) - Горан Калушевич (2001) - Ван Чантай (2001) (в.о.) - Боб Гафтон (2002–03) - Лі Бін (2003–04) (в.о.) - Ван Жен (2004–07) - Зю Суян (15 травня 2007–07) | - Сунь Вей (2008) - Зю Суян (2008–20 вересня 2009) - У Цзиньгуй (20 вересня 2009–31 грудня 2011) - Окада Такесі (15 грудня 2011–5 листопада 2013) - Ян Цзи (5 листопада 2013–2 грудня 2014) - Філіпп Труссьє (2 грудня 2014–1 липня 2015) - Ян Цзи (1 липня 2015–17 грудня 2015) - Хон Мьон Бо (17 грудня 2015—25 травня 2017) | - Здравко Здравков (25 травня 2017—листопад 2017) - Серхі Бархуан (26 листопада 2017—3 липня 2019) - Чжен Сюн (3 липня 2019—31 грудня 2020) - Хорді Віньялс (1 січня 2021 року—) |